# ハリケーン作戦
座標: 南緯20度25分0秒 東経115度33分0秒 / 南緯20.41667度 東経115.55000度

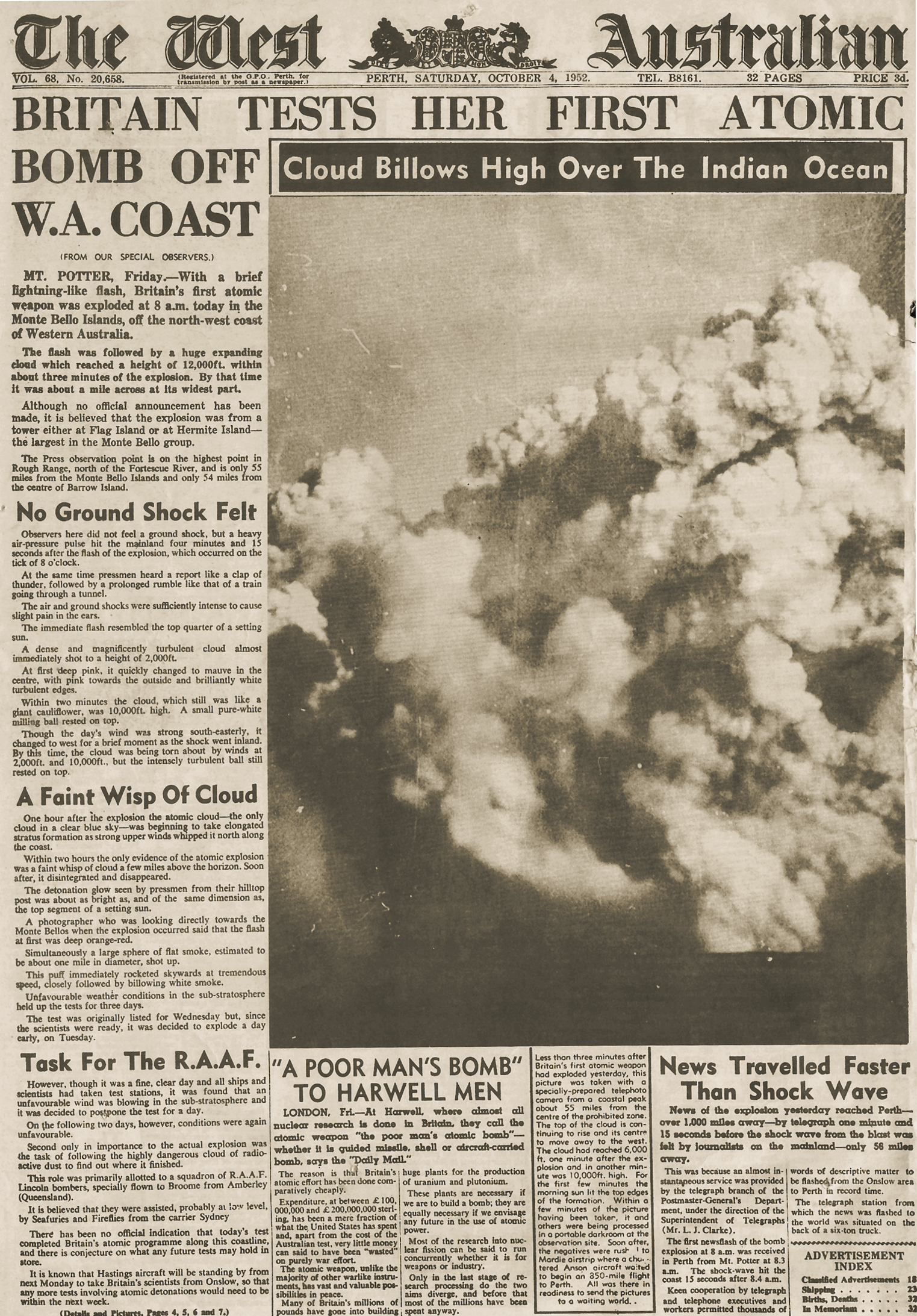
西オーストラリアの新聞の1面に掲載された核実験の記事

ハリケーン作戦（ハリケーンさくせん、英:Operation Hurricane）は、1952年10月3日に行われたイギリス最初の核実験である。プルトニウム爆縮型の核爆発装置を、西オーストラリアの沖の珊瑚礁であるモンテベロ諸島において爆発させた。

## 概要

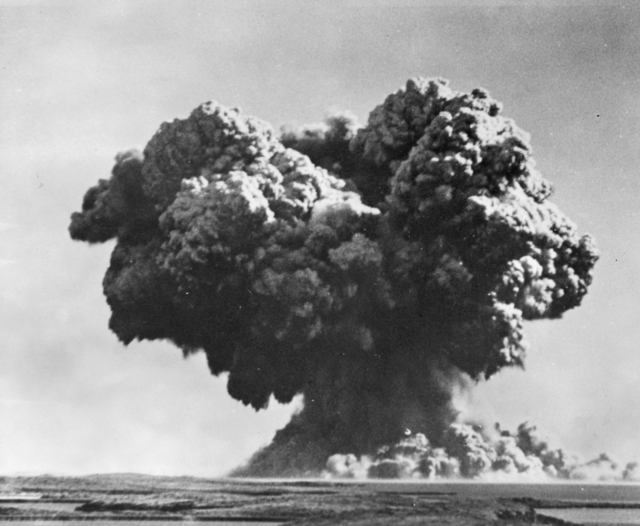
ハリケーン作戦で発生したキノコ雲

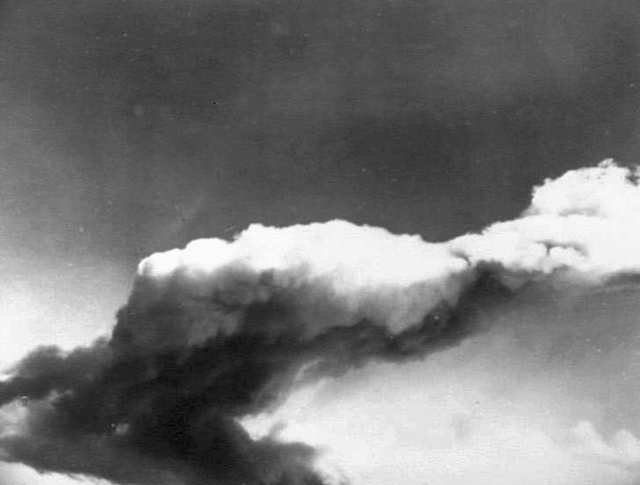
爆発から30分後のキノコ雲

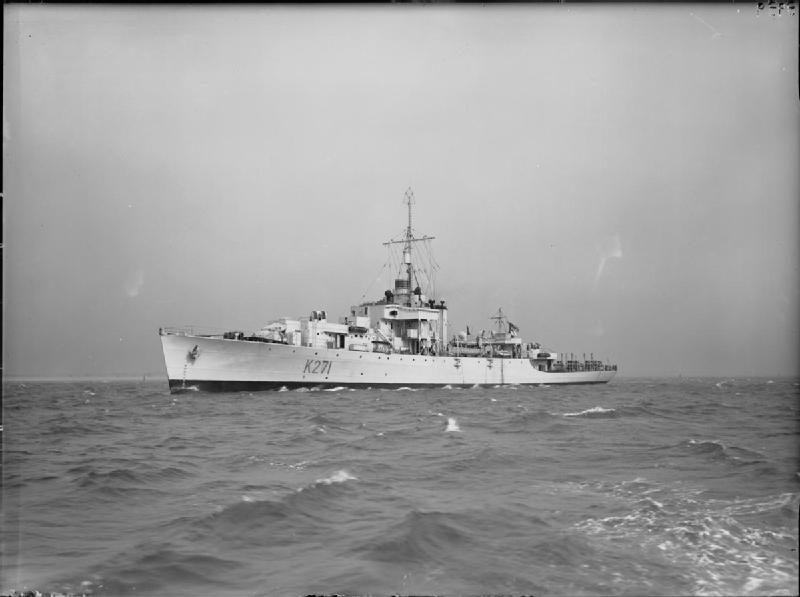
実験に使用されたフリゲート艦プリム

この核兵器はほとんど長崎に落とされた核爆弾ファットマンのコピーであったが、プルトニウムの中心核（ピット）の周囲に空気層を置くように設計が修正されていた。これは爆弾の威力を増大させる効果があるが、実際には安全対策として実施された。タンパーと中心核の間に空気層がないと不慮の臨界事故が起こるという懸念があったためである。核物質としてはカンブリア州のウィンズケール（現セラフィールド）で生産されたプルトニウムを主に使用していたが、生産を急いだため放射（irradiation）の時間を短縮せざるを得ず、わずかのプルトニウム240を含んでいた。しかし、ウィンズケールは中心核と装置を製造する最終期限である1952年8月1日に間に合わせることができず、カナダから供給されたプルトニウムを若干使用した。
この時代のイギリスは、核爆弾が船により密輸されて、港湾で爆発させられるケースを脅威と捉えていた。そのような事態を想定して、核実験装置は艦の中に設置されたまま、爆発させることとなった。「ハリケーン」はトリムイユ島の沖合350 m、水深12 mの地点に錨泊した軍艦HMSプリム（1,370トンのリバー級フリゲート）の艦体の中で爆発した。爆発は水線下2.7 mで起こり、海底に深さ6 m、さしわたし300 mの受け皿型のクレーターを残した。プリムのほとんどは爆発により一瞬で蒸発し、わずかな高温の破片がトリムイユ島に降り注いで植物を発火させた。発生した原子雲は逆転層が原因で大きく折れ曲がり、4572mまでしか上昇しなかった。

## 要目
- 時刻: 1952年10月3日00時00分（GMT）（西オーストラリア時刻同日08時00分）[2]
- 場所: モンテベロ諸島（西オーストラリア）のひとつであるトリムイユ島（Trimouille）の沖。南緯20度25分、東経115度33分。
- 実験の高度、形式: 船による爆発。高度 マイナス2.7 m。
- 威力: 25キロトン以上

## 参考資料
- Bird, Peter (1989) Operation hurricane Worcester: Square One Publications. ISBN 187201710X First published: 1953.